# Клаштерец на Охри
Клаштерец на Охри (чеш. Klášterec nad Ohří) град је у Чешкој Републици, у оквиру историјске покрајине Бохемије. Клаштерец на Охри је град у оквиру управне јединице Устечки крај, где припада округу Хомутов.

## Географија
Клаштерец на Охри се налази у северозападном делу Чешке републике, близу границе са Немачком - 13 километара северозападно од града. Град је удаљен од 110 km северозападно од главног града Прага, а од оближњег Уста на Лаби 85 km југозападно.
Град Клаштерец на Охри се налази у северном делу историјске области Бохемије. Град се налази у долини реке Охре, на приближно 320 m надморске висине. Северно од града уздижу се Крушне горе, а јужно Липске горе.

## Историја
Подручје Клаштереца на Охри било је насељено још у доба праисторије. Насеље под данашњим називом први пут се у писаним документима спомиње у 1352. године. Већ тада претежно становништво града и околине су Немци.
Године 1919. Клаштерец на Охри је постао део новоосноване Чехословачке. 1938. године Клаштерец над Охри, као насеље са немачком већином, је отцепљен од Чехословачке и припојено Трећем рајху у склопу Судетских области. После Другог светског рата месни Немци су се присилно иселили из града у матицу. У време комунизма град је нагло индустријализован. После осамостаљења Чешке дошло је до опадања активности тешке индустрије и до проблема са преструктурирањем привреде.

## Становништво
Клаштерец на Охри данас има око 16.000 становника и последњих година број становника у граду стагнира. Поред Чеха у граду живе и Словаци и Роми.

## Галерија
- Бенешов трг, главни у граду
- Градска башта
- Градска кућа Клаштереца
- Клаштеречки дворац